# Tima Turíyeva
Tima Budzíyevna Turíyeva –en ruso, Тима Будзиевна Туриева– (22 de junio de 1992) es una deportista rusa que compite en halterofilia.
Ganó tres medallas en el Campeonato Mundial de Halterofilia entre los años 2013 y 2015, y dos medallas en el Campeonato Europeo de Halterofilia, oro en 2014 y bronce en 2017.

## Palmarés internacional
| Campeonato Mundial | Campeonato Mundial       | Campeonato Mundial | Campeonato Mundial |
| Año                | Lugar                    | Medalla            | Categoría          |
| ------------------ | ------------------------ | ------------------ | ------------------ |
| 2013               | Breslavia (Polonia)      | Medalla de oro     | 63 kg              |
| 2014               | Almaty (Kazajistán)      | Medalla de plata   | 63 kg              |
| 2015               | Houston (Estados Unidos) | Medalla de plata   | 63 kg              |
| Campeonato Europeo |                          |                    |                    |
| Año                | Lugar                    | Medalla            | Categoría          |
| 2014               | Tel Aviv (Israel)        | Medalla de oro     | 63 kg              |
| 2017               | Split (Croacia)          | Medalla de bronce  | 63 kg              |